# Trochosa sericea
Trochosa sericea este o specie de păianjeni din genul Trochosa, familia Lycosidae. A fost descrisă pentru prima dată de Simon, 1898. Conform Catalogue of Life specia Trochosa sericea nu are subspecii cunoscute.